# Gibbago trianthemae
Gibbago trianthemae är en svampart som beskrevs av E.G. Simmons 1986. Gibbago trianthemae ingår i släktet Gibbago och familjen Pleosporaceae.   Inga underarter finns listade i Catalogue of Life.